# Trupanea sedata
Trupanea sedata är en tvåvingeart som beskrevs av Munro 1957. Trupanea sedata ingår i släktet Trupanea och familjen borrflugor.
Artens utbredningsområde är Kenya. Inga underarter finns listade i Catalogue of Life.